# Impuls (natuurkunde)
In de natuurkunde is de impuls of hoeveelheid van beweging (in het Engels momentum, niet te verwarren met het Engelse impulse (stoot)) een grootheid die gerelateerd is aan de snelheid en de massa van een object. Binnen de klassieke mechanica is impuls {\displaystyle p} gedefinieerd als:
{\displaystyle {\vec {p}}=m{\vec {v}}},
dus als het product van de scalaire grootheid massa en de vectoriële grootheid snelheid. De impuls is dus ook een vectorgrootheid, met dezelfde richting als de snelheid.
De eenheid van impuls is {\displaystyle \mathrm {Ns} } (newtonseconde), wat in SI-eenheden neerkomt op {\displaystyle \mathrm {\frac {kg\cdot m}{s}} }.

## Impuls in de klassieke natuurkunde: stoot

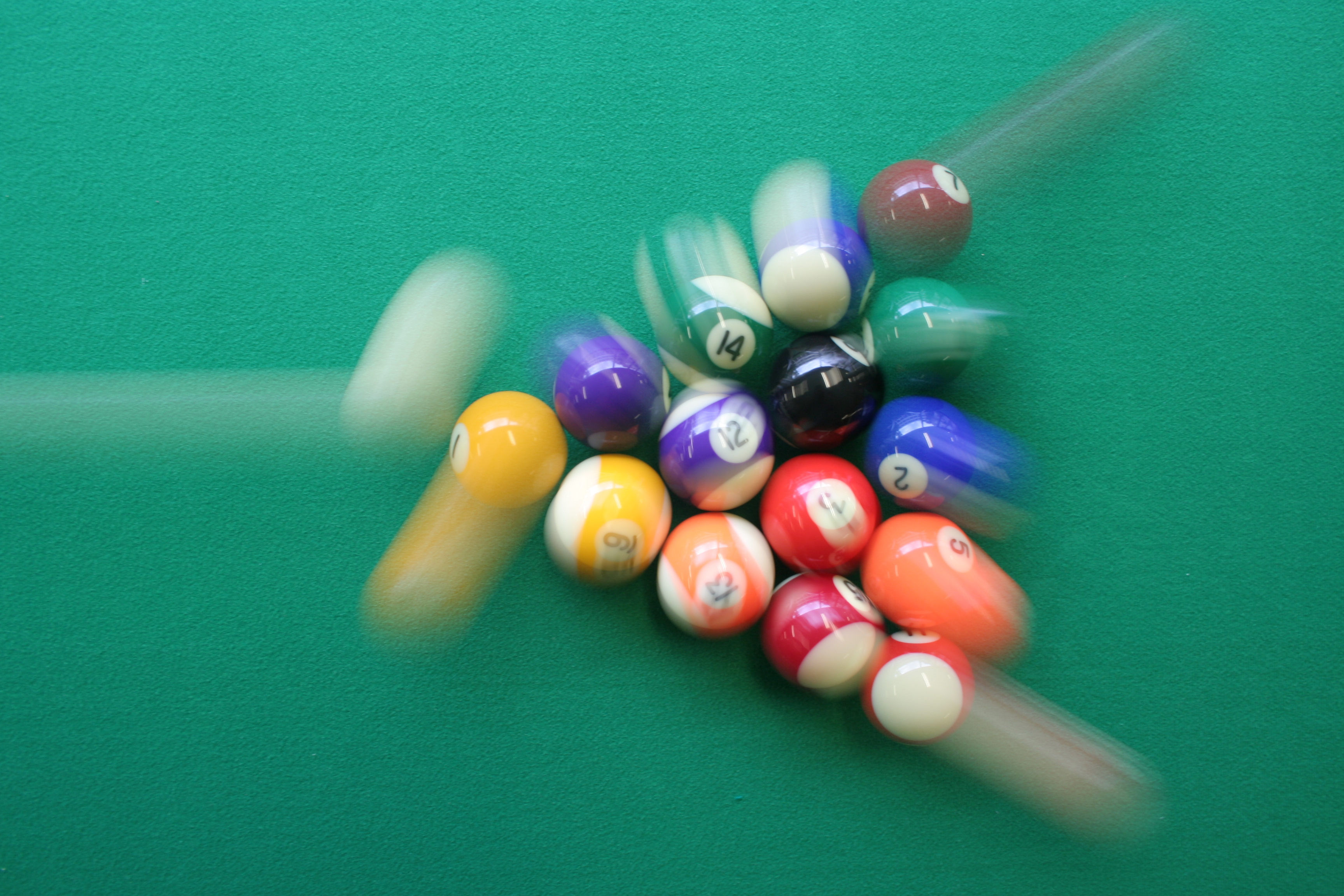
Stoot bij pool. De impuls van de witte bal wordt over alle ballen verdeeld.

De impuls is een belangrijke grootheid in de klassieke mechanica: Als er een externe kracht werkt op een systeem, verandert de impuls. Volgens de tweede wet van Newton is:
{\displaystyle {\vec {F}}={\frac {\mathrm {d} {\vec {p}}}{\mathrm {d} t}}}
Als de massa {\displaystyle m} constant blijft, geldt dus:
{\displaystyle {\vec {F}}=m\,{\vec {a}}}
Wanneer de kracht constant is, neemt de impuls lineair toe in de tijd. Als dit niet het geval is neemt men de integraal van de uitgeoefende kracht in de tijd.
De integraal van een kracht F over de tijd van tijdstip a naar tijdstip b is de stoot {\displaystyle I}: 
{\displaystyle {\vec {I}}=\int _{a}^{b}{\vec {F}}\,\mathrm {d} t=\int _{a}^{b}{\frac {\mathrm {d} {\vec {p}}}{\mathrm {d} t}}\,\mathrm {d} t=\int _{a}^{b}\mathrm {d} {\vec {p}}=\Delta {\vec {p}}}

## Wet van behoud van impuls
De wet van behoud van impuls kan worden afgeleid uit Newtons axioma's voor de klassieke mechanica: Als er geen externe kracht werkt op een systeem, blijft de totale impuls behouden; 
De krachten die verschillende massa's in een systeem op elkaar uitoefenen heffen elkaar op volgens het axioma actie = −reactie. Dit principe is bijvoorbeeld van toepassing bij het uitstoten van massa bij een kanon of een raket, bij aantrekking (bijvoorbeeld door gravitatie), en bij afstoting op afstand of bij een botsing van twee objecten/deeltjes (in de natuurkundelessen vaak biljartballen). Neem aan dat twee voorwerpen {\displaystyle A} en {\displaystyle B} tegen elkaar botsen of op een andere manier een kracht op elkaar uitoefenen. Als er verder geen krachten zijn is de kracht {\displaystyle {\vec {F_{A}}}} op {\displaystyle A} volgens het principe van actie = −reactie tegengesteld gericht aan de kracht {\displaystyle {\vec {F_{B}}}} op {\displaystyle B} en even groot: 
{\displaystyle {\vec {F_{A}}}=-{\vec {F_{B}}}}
Voor de impuls geldt:
{\displaystyle {\frac {\mathrm {d} {\vec {p_{A}}}}{\mathrm {d} t}}={\vec {F_{A}}}=-{\vec {F_{B}}}=-{\frac {\mathrm {d} {\vec {p_{B}}}}{\mathrm {d} t}}}
Voor de totale impuls {\displaystyle {\vec {p}}={\vec {p_{A}}}+{\vec {p_{B}}}} geldt dan:
{\displaystyle {\frac {\mathrm {d} {\vec {p}}}{\mathrm {d} t}}={\frac {\mathrm {d} {\vec {p_{A}}}}{\mathrm {d} t}}+{\frac {\mathrm {d} {\vec {p_{B}}}}{\mathrm {d} t}}=0}
De totale impuls van het systeem kan niet veranderen tenzij er een externe kracht op werkt. Dit geldt ook als het systeem bestaat uit meer dan twee voorwerpen of zelfs een continuüm.

## Impuls en relativiteit

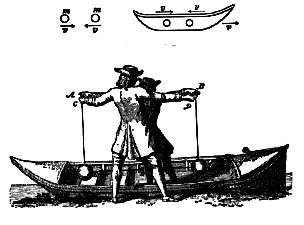
Twee referentiekaders bij Huygens: 1 waarnemer staat op de wal en de ander in een boot.

Er wordt algemeen aangenomen dat de wetten van de natuurkunde invariant zouden moeten zijn voor translatie. Met andere woorden: het moet niet uitmaken of een verschijnsel wordt waargenomen in stilstand of terwijl het met een constante snelheid beweegt. Christiaan Huygens leidde zijn botsingswetten af door eerst een eenvoudige botsing te bekijken waarbij twee biljartballen elkaar met gelijke snelheid raken, en de botsing daarna in gedachten plaats te laten vinden aan boord van varende trekschuiten.
Toen Albert Einstein met eenzelfde soort gedachtenexperiment zijn relativiteitstheorie ontwikkelde, bleek dat de klassieke impuls niet voor verschillende waarnemers behouden kon zijn. Het was daarom nodig de definitie van impuls aan te passen tot een relativistische impuls:
{\displaystyle {\vec {p}}=\gamma \,m_{0}\,{\vec {v}}}
Hierbij is {\displaystyle m_{0}} de rustmassa en {\displaystyle \gamma } de lorentzfactor die afhangt van de verhouding tussen de snelheid en de lichtsnelheid in vacuüm. Bij snelheden die klein zijn ten opzichte van de lichtsnelheid is de lorentzfactor vrijwel gelijk aan 1. De definities van klassieke en relativistische impuls komen dan overeen. Maar, wanneer de snelheid in de buurt komt van de lichtsnelheid 'c' neemt de lorentzfactor toe en is de relativistische impuls groter dan de klassieke. De impuls nadert zelfs tot oneindig wanneer de snelheid van het voorwerp de lichtsnelheid nadert. Dit geeft aan waarom de lichtsnelheid nooit gehaald kan worden. Hiervoor is een oneindig grote stoot nodig en dus een kracht die oneindig groot is of oneindig lang werkt.
De relativistische impuls wordt zelfs gebruikt om een relativistische massa {\displaystyle m=\gamma \,m_{0}} te definiëren. Bij deze alternatieve rekenmethode in de relativistische mechanica wordt de regel {\displaystyle {\vec {p}}=m{\vec {v}}} behouden.
Met behulp van viervectoren ontstaat een nieuwe invariantie. Die geldt niet voor energie en zelfs niet voor massa, maar wel voor impuls. Zie behoudswet.
In de relativistische mechanica is de 4-impuls de viervector
{\displaystyle \gamma \,m_{0}\,{\frac {\mathrm {d} (ct,{\vec {r}})}{\mathrm {d} t}}=(E/c,{\vec {p}})}
waarin {\displaystyle E=\gamma \,m_{0}\,c^{2}} de totale energie in het systeem is en de relativistische impuls gedefinieerd is als:
{\displaystyle {\vec {p}}=\gamma \,m_{0}\,{\vec {v}}}
De lengte van de 4-impuls blijft constant en is gelijk aan {\displaystyle m_{0}c}:
{\displaystyle \|(E/c,{\vec {p}})\|^{2}=E^{2}-{\vec {p}}\cdot {\vec {p}}=\gamma ^{2}m_{0}^{2}(c^{2}-v^{2})=(m_{0}c)^{2}}
Massaloze deeltjes zoals fotonen hebben eveneens een impuls. Daarvoor geldt:
{\displaystyle p={\frac {E}{c}}}
waarin E de energie van het foton is. Met deze definitie geldt voor zowel deeltjes met massa als deeltjes zonder massa dat {\displaystyle p={\frac {Ev}{c^{2}}}}, waarin {\displaystyle p} de lengte van de {\displaystyle {\vec {p}}} aangeeft en {\displaystyle v} de lengte van {\displaystyle {\vec {v}}}. Massaloze deeltjes bewegen zich altijd met de lichtsnelheid.

## Impuls in de kwantummechanica
De twee bovenstaande beschrijvingen waren redelijk gelijksoortig, in de kwantummechanica ziet de wereld er echter anders uit. Alle meetbare grootheden worden daar voorgesteld door hermitische operatoren. Zo ook de impuls. De operator voor de impuls is (in de positie-representatie):
{\displaystyle {\frac {\hbar }{i}}{\frac {\mathrm {d} }{\mathrm {d} x}}}
of in meerdere dimensies
{\displaystyle {\frac {\hbar }{i}}\nabla }
Wanneer met deze operator gewerkt wordt in de kwantummechanica, zijn de uitkomsten van de berekeningen (wanneer toegepast op voor de andere methoden gebruikelijke schaal) overigens wel gelijk aan de bovenstaande formules.
Zie ook Impulsoperator.

## Gegeneraliseerde impuls
Gegeneraliseerde impuls is een term die in de theoretische mechanica een belangrijke rol speelt. In het Lagrangeformalisme is die gedefinieerd als:
{\displaystyle p_{i}\equiv {\frac {\partial L(q_{i},{\dot {q_{i}}})}{\partial {\dot {q_{i}}}}}\qquad (i=1,2,\ldots ,n)},
waarin {\displaystyle q_{i}} een plaatscoördinaat  en {\displaystyle {\dot {q_{i}}}} een snelheidscoördinaat is in een gegeneraliseerd coördinatenstelsel. Het nummer van de vrijheidsgraad wordt met i aangegeven.
In het Hamiltonformalisme zijn {\displaystyle q} en {\displaystyle p} de onafhankelijke gegeneraliseerde coördinaten.
Hierin geldt:
{\displaystyle {\dot {q}}_{i}={\frac {\partial H(q_{i},p_{i})}{\partial p_{i}}},\qquad {\dot {p}}_{i}=-{\frac {\partial H(q_{i},p_{i})}{\partial q_{i}}}}

## Nota bene
Let op! Het Engelse woord impulse heeft dezelfde betekenis als het Nederlandse stoot, niet als impuls. Het Engelse woord voor impuls is momentum, niet te verwarren met het Nederlandse woord moment, dat in het Engels torque heet (en daarmee lijkt op het Nederlandse woord torsie, dat het gevolg kan zijn van een moment).